# عملية الدار البيضاء
عملية الدار البيضاء (بالفرنسية: Opération Casablanca)‏ هو فيلم كوميديا وحركة من إنتاج مشترك بين سويسرا وكندا وفرنسا، وإخراج لورون نيكر سنة 2011، وبطولة كل من المغربي طارق البخاري، والفرنسية إلودي يونج، والسويسريان جيل تشودي وجون لوك بيدو، والفرنسيان إيميل كلوتيي وزين الدين سويلم وآخرون.
يتطرق الفيلم لظاهرة «الإرهاب» بأسلوب بعيد عن النمطية السينمائية التي لامست الموضوع.

## القصة
يلعب طارق البخاري دور «سعدي»، وهو مهاجر أقفلَ عليه مُشغله وسط ثلاجة شاحنة عقابا له، قبل أن يجد نفسه وسط دوامة من الأحداث التي جعلته يعيش أسوأ يوم في حياته بغُدُوِّهِ متهما بالانتماء لتنظيم إرهابي قام بخطف الأمين العام لمنظمة الأمم المتّحدة وهدد بتنفيذ هجمات تخريبية بالمتفجرات.

## روابط خارجية
- عملية الدار البيضاء على موقع IMDb (الإنجليزية)
- عملية الدار البيضاء على موقع روتن توميتوز (الإنجليزية)
- عملية الدار البيضاء على موقع ألو سيني (الفرنسية)
- عملية الدار البيضاء على موقع أول موفي (الإنجليزية)
- عملية الدار البيضاء على موقع قاعدة بيانات الفيلم (الإنجليزية)
- عملية الدار البيضاء على موقع ليتربوكسد (الإنجليزية)
- عملية الدار البيضاء على موقع كينوبويسك (الروسية)